# Traces of Sadness
Traces of Sadness är det andra albumet från den estniska gruppen Vanilla Ninja släppt den 7 juni 2004.

## Låtlista
1. Tough Enough - 3:24
2. Traces of Sadness - 3:23
3. Stay - 3:54
4. When the Indiands Cry - 3:44
5. Don't Go Too Fast - 3:14
6. Heartless - 3:51
7. Liar - 3:38
8. Don't You Realize - 3:52
9. Wherever - 3:26
10. Metal Queen - 3:27
11. Looking For a Hero - 3:55
12. Destroyed By You - 3:54
13. Traces of Sadness (Förlängd version) - 5:56
14. Heartless (Förlängd version) - 7:38

## Listplaceringar
| Lista (2004-2005) | Topplacering |
| ----------------- | ------------ |
| Schweiz           | 14           |
| Österrike         | 4            |